# Lol Creme
Lol Creme (Prestwich, Gran Mánchester, 19 de septiembre de 1947) es un músico Inglés. 

## Biografía
Creme nació en Prestwich, Lancashire, Inglaterra. Como compañeros de banda Graham Gouldman y Kevin Godley, Creme creció en un hogar judío.  Mientras asistía a la escuela de arte en Birmingham, tomó el sobrenombre de Lolagon y conoció a Kevin Godley. Se unieron al combo blanco de R&B The Sabers (The Magic Lanterns), Hotlegs y otras bandas juntas y en 1976 dejaron 10cc juntos para grabar como Creme & Godley (más tarde Godley & Creme). La pareja se convirtió en directores de videos musicales, trabajando con bandas como Yes.
Creme dirigió la película de comedia de 1991 Jamaica "The Lunatic".
En 1998, Creme se convirtió en miembro de la banda Art of Noise, con Anne Dudley y Trevor Horn, y dirigió videos para los artistas que grabaron con ellos, como Tom Jones. Siguió trabajo adicional con Horn, incluida la formación de la banda The Producers (ahora conocida como The Trevor Horn Band) con Chris Braide y Steve Lipson.
El hijo de Creme, Lalo, fue miembro de la banda de baile independiente de la década de 1990 Arkarna, y también ha trabajado en varios proyectos con su padre. La esposa de Creme, Angie, es hermana de la esposa del exmiembro de 10cc Eric Stewart, Gloria.